# Pigmentos biliares
Os pigmentos biliares são essencialmente a bilirrubina, é um produto da degradação da hemoglobina que possuímos nas nossas hemácias, é esse pigmento que dá cor às nossas fezes. Não confundir com sais/ácidos biliares que são as substâncias que servem como detergente e ajudam a emulsionar as gorduras que ingerimos. O aparecimento de pigmentos biliares mucosa é denominado de icterícia e indica um estado patológico como:
Anemia hemolítica
Cálculo biliar
Colecistite
Colangite
Tumor da cabeça do pancreas
Estenose do colédoco
Ausência de enzimas hepáticas
Na icterícia (coloração amarelada que começa na esclera, parte branca dos olhos) por disfunção hepática ou obstrução dos canais biliares a bolirrubina irá ser eliminada por meio da urina, originando uma urina mais escura (colúria). Em conjunto com este quadro o doente pode ter ainda acolia fecal, ou seja, fezes claras/sem cor, que indica que o pigmento não chegou às fezes, ou seja, obstrução do canal biliar.